# كيفين مارتن
كيفين مارتن (بالإنجليزية: Kevin Martin)‏ مواليد 1 فبراير 1983، هو لاعب كرة سلة أمريكي يلعب مع فريق مينيسيوتا تيمبر وولفز في الرابطة الوطنية لكرة السلة ويحمل الرقم 23. يبلغ طوله 6 قدم 7 بوصة (2.0 م).

## فرق لعب لها
- سكرامنتو كينغز
- هيوستن روكتس
- أوكلاهوما سيتي ثاندر
- مينيسيوتا تيمبر وولفز

## روابط خارجية
- كيفين مارتن على موقع إن بي أي (الإنجليزية)
- كيفين مارتن على موقع سبورتس رفرنس (الإنجليزية)
- كيفين مارتن على موقع كرة السلة الأوروبية.كوم (الإنجليزية)
- كيفين مارتن على موقع DraftExpress.com (الإنجليزية)
- كيفين مارتن على موقع كلية كرة السلة في سبورتس رفرنس.كوم (الإنجليزية)
- كيفين مارتن على موقع ريلجم (الإنجليزية)
- كيفين مارتن على موقع بروبوليرز (الإنجليزية)